# Lessertia excisa
Lessertia excisa är en ärtväxtart som beskrevs av Dc. Lessertia excisa ingår i släktet Lessertia och familjen ärtväxter. Inga underarter finns listade i Catalogue of Life.